# Przewrotka łysa

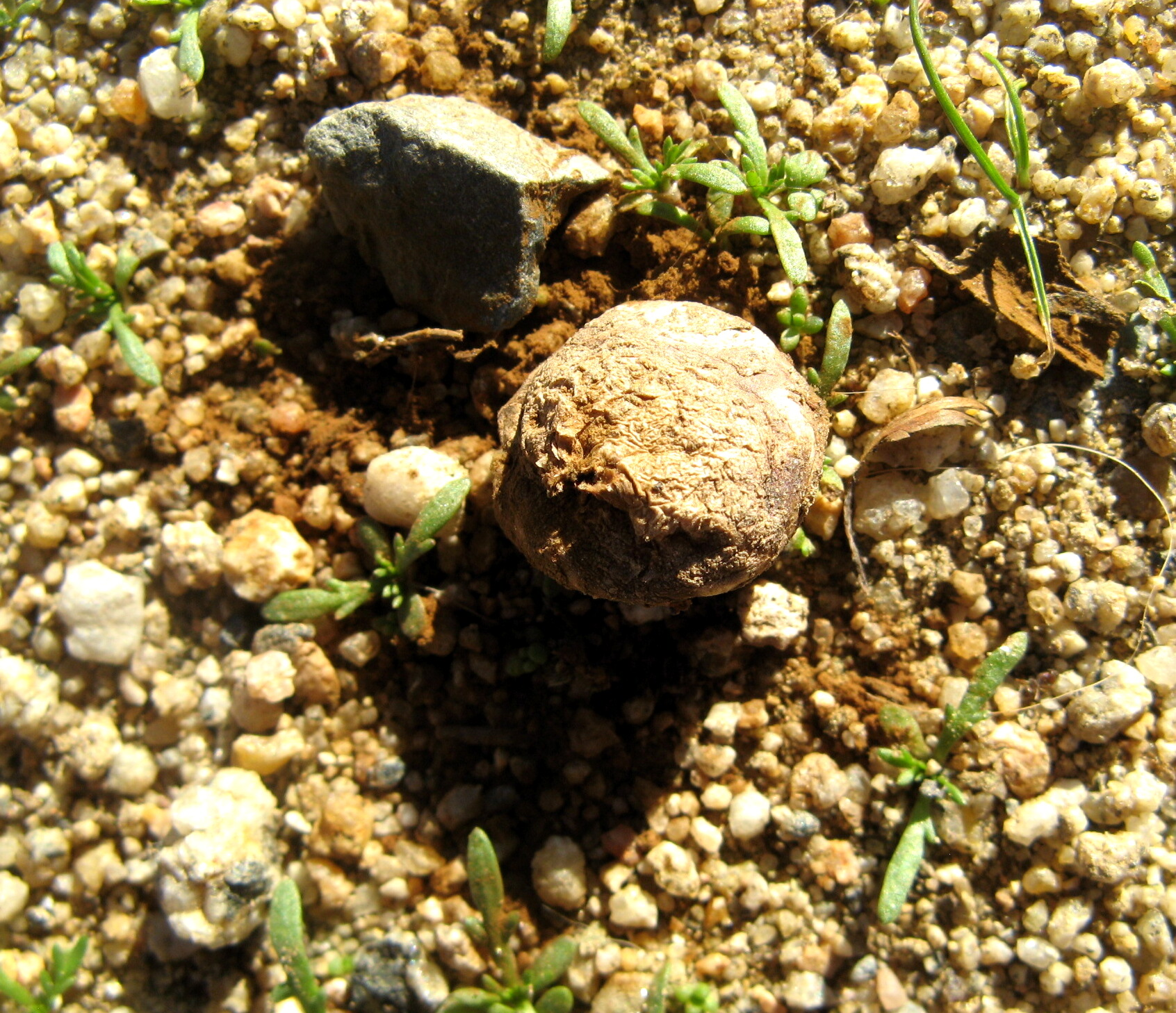

Przewrotka łysa (Disciseda candida (Schwein.) Lloyd) – gatunek grzybów należący do rodziny pieczarkowatych (Agaricaceae). 

## Systematyka i nazewnictwo
Pozycja w klasyfikacji według Index Fungorum: Agaricaceae, Agaricales, Agaricomycetidae, Agaricomycetes, Agaricomycotina, Basidiomycota, Fungi.
Po raz pierwszy zdiagnozował go w 1822 Lewis David von Schweinitz, nadając mu nazwę Bovista candida. Obecną, uznaną przez Index Fungorum, nazwę nadał mu Curtis Gates Lloyd w 1902.
Synonimy:
- Bovista candida Schwein. 1822
- Disciseda candida (Schwein.) Lloyd 1902 var. candida

Nazwę polską nadali Barbara Gumińska i Władysław Wojewoda w 1968. 

## Morfologia
Owocnik
O średnicy do 2 cm i bochenkowatym kształcie. Egzoperydium bardzo cienkie, u młodych owocników białawe lub białożółte, u starszych ziemistobrązowe. Jest silnie inkrustowane cząstkami podłoża. Endoperydium brązowoszare, pergaminowo-skórzaste, matowe, silne. Zazwyczaj ma miseczkowatą krustę, która jednak po deszczach odpada. 
Owocnik zaczyna powstawać pod ziemią jako grzyb podziemny (hypogeiczny). W trakcie dojrzewania wysuwa się ponad ziemię i staje się grzybem naziemnym (epigeicznym). Egzoperydium pęka wzdłuż linii równikowej, a endoperydium otwiera się otworem w dolnej części, powstałym po oderwaniu się owocnika od sznura grzybniowego. W dojrzałym owocniku gleba jest rdzawobrązowa.
Cechy mikroskopijne
Gleba zawiera kuliste zarodniki i włośnię. Zarodniki o średnicy 3,8–5 μm, przezroczyste i bezbarwne do żółtoochrowych, gładkie lub bardzo drobno brodawkowate, z jedną gutulą. Włośnia bardzo słabo rozgałęziona, zbudowana z gładkich, prostych, lub falistych strzępek,  przezroczystych i bezbarwnych do żółtoochrowych.

## Występowanie i siedlisko
Występuje na całym świecie. W Polsce do 2003 podano tylko 6 jej stanowisk. Prawdopodobnie nie jest rzadka, jednak przeoczana ze względu na niewielki rozmiar. Znajduje się na Czerwonej liście roślin i grzybów Polski. Ma status E – gatunek wymierający. Znajduje się na listach gatunków zagrożonych także w Niemczech, Holandii i Norwegii.
Saprotrof. Występuje w nasłonecznionych murawach kserotermicznych, na siedliskach ruderalnych i trawiastych zbiorowiskach o charakterze stepowym. Owocniki pojawiają się od sierpnia do października.

## Gatunki podobne
Jest trudna do odróżnienia od przewrotki wielkiej (Disciseda bovista), która ma nieco większy owocnik, nieco inaczej ubarwione endoperydium oraz brodawkowane zarodniki. W Szwecji stwierdzono formy przejściowe między tymi gatunkami.